# 山口シネマ
株式会社山口シネマ（やまぐちシネマ）は、東京都千代田区にある競馬・競艇・オートレースの写真判定映像、および各競技場公式映像の制作を請け負う会社である。

## 歴史・概要
- 1925年3月　創業者山口良吉により、個人商店「山口シネマ公司」として設立。当時発行されていた競馬雑誌に「山口シネマ」撮影の馬の写真が掲載されており、古くから競馬関係の写真を撮影する仕事を請け負っていたと見られる。
- 1949年　アメリカの競馬で使われたシャッターのない写真カメラを日本で初開発。当時は電力がなかったので蓄音機のぜんまいを動力源として使い、競馬のパトロールフィルムの判定に使った。
- 1953年　中山競馬場でパトロールフィルムを正式に採用。それまでにカメラの改良やパトロールタワーの高さ調整などの技術開発などの研究を行う。
- 1954年　個人経営だった山口シネマを法人化、「株式会社山口シネマ（第1期）」として設立。
- 1957年　業務拡張のため、工場部門を「山口産業株式会社」に分社化。更にトータリゼーターなどの開発を進める。
- 1962年　競馬場のファンサービスのための場内テレビサービスの実用化を実施。1963年に日本中央競馬会と提携して、正式に中央競馬の舞台でも採用される。
- 1965年　中山競馬場を皮切りに自動タイム計測器を設置。
- 1969年　中央競馬でのパトロールフィルム業務開始。
- 1971年　山口シネマ（第1期）と山口産業を再統合。
- 1976年　判定写真拡大装置が完成し、競馬場などの着順決定の参考材料となる「フォトチャートカメラ」を日本で初めて開発。
- 1978年　アルゼンチンや香港など海外へ進出。
- 1986年　デジタルビュア完成。
- 1988年　車載式映像装置「ランニングビジョン」開発。
- 1990年　社名を「株式会社プラスミック」に変更。
- 1991年　レース情報システム「オッズプリンター」開発、各競馬場やウインズに設置。
- 1996年　写真判定のカラー化「カラーデジタルビュア」を開発。まずはアメリカで採用し、2001年から日本国内でも採用。
- 2006年　携帯電話のサイト「うまステ」開設。
- 2007年　初の外国人正社員採用。2007国際放送機器展に、2.4GHz HD デジタル無線伝送装置を出展。
- 2009年　社名を「株式会社山口シネマ（第2期）」に戻す。
- 2011年　山口総業株式会社と合併。
- 2015年　本社を千代田区へ移転[1]。

## 関連会社
- ネクシオン株式会社 - 在京キー局各社間で素材交換などを行う「ネクシオン分岐」サービスを手掛けている。
- 株式会社プラスミック・シーエフピー